# How It Ends
How It Ends is een Amerikaans-Canadese mysterieuze-rampenfilm uit 2018 onder regie van David M. Rosenthal.

## Verhaal
Will en Samantha verwachten hun eerste kind. Will vliegt vanuit zijn woonplaats Seattle naar Chicago om daar bij de ouders van zijn vriendin toestemming te vragen om met haar te kunnen trouwen.  Als een telefoongesprek dat Will pleegt in Seattle met Samantha plotseling wordt verbroken door een mysterieus geluid, heeft Will daar geen goed gevoel over. Will gaat naar de luchthaven voor zijn vlucht naar Seattle, maar alle vluchten worden geannuleerd. Een nieuwsbericht geeft aan dat communicatie en stroomvoorzieningen aan de gehele westkust van de Verenigde Staten onmogelijk is geworden. Will besluit samen met de vader van Samantha de reis naar Seattle met de auto te maken, niet wetend wat ze onderweg allemaal tegenkomen in deze chaos.

## Rolverdeling
| Acteur            | Personage           |
| ----------------- | ------------------- |
| Theo James        | Will Younger        |
| Forest Whitaker   | Tom Sutherland      |
| Katerina Graham   | Samantha Sutherland |
| Nicole Ari Parker | Paula Sutherland    |
| Mark O'Brien      | Jeremiah            |
| Grace Dove        | Ricki               |
| Kerry Bishé       | Meg                 |
| Eric Keenleyside  | Sheriff Reynolds    |

## Achtergrond
De eerste trailer verscheen op 22 juni 2018. De film werd door Netflix uitgebracht op 13 juli 2018. De film werd matig ontvangen op de beoordelingssite Rotten Tomatoes met 20% goede reviews, gebaseerd op 10 beoordelingen. Ook op Metacritic werd de film matig ontvangen met een metascore van 32/100, gebaseerd op 4 critici.